# جوزيف إسحاق
جوزيف إسحاق نائب سابق في البرلمان اللبناني بين عامي 2018 و2022. من مواليد حصرون – قضاء بشري عام 1965. متأهل من جينان ابراهيم وهبه وله ابنة ماريا. تابع دروسه الإبتدائية والتكميلية والثانوية في مدارس الإخوة المسيحيين. حائز على دبلوم في الهندسة المدنية من جامعة القديس يوسف E.S.I.B عام 1987.

## المناصب التي شغرها
- عضو في لجنة وقف حصرون بين أعوام 1990 ـ 2005 .
- عضو في مجلس بلدية حصرون منذ عام 1998 ولغاية 2010.
- عضو في اللجنة الإدارية لمؤسسة جبل الأرز التي ترأسها النائب ستريدا جعجع منذ العام 2008 حتى تاريخه.
- رئيساً لفرع المهندسين المدنيين الإستشاريين وعضواً في مجلس نقابة المهندسين في الشمال منذ العام 2001 حتى عام 2004 .
- أمين سر نقابة المهندسين في الشمال عام 2004 .
- عضو في لجنة صياغة المرسوم التطبيقي لقانون البناء عام 2004 .
- عضو في المجلس الأعلى للتنظيم المدني من عام 2008 حتى 2011 .
- عضو في لجنة اعتماد المدققين الفنيين عام 2011 حتى 2017.
- نقيباً للمهندسين في الشمال من عام 2008 حتى 2011
- مسؤول مهندسي “القوات اللبنانية” في الشمال من العام 2001 حتى 2008 .
- منسق حزب “القوات اللبنانية” في منطقة بشري من عام 2009 حتى تاريخه.